# Lebia marginicollis
Lebia marginicollis är en skalbaggsart som beskrevs av Pierre François Marie Auguste Dejean. Lebia marginicollis ingår i släktet Lebia och familjen jordlöpare. Inga underarter finns listade i Catalogue of Life.